# Saint-Marcellin-en-Forez
Saint-Marcellin-en-Forez é uma comuna francesa na região administrativa de Auvérnia-Ródano-Alpes, no departamento de Loire. Estende-se por uma área de 31,09 km². Em 2010 a comuna tinha 4 905 habitantes (densidade: 157,8 hab./km²).